# Кастель-Джорджо
Кастель-Джорджо (італ. Castel Giorgio) — муніципалітет в Італії, у регіоні Умбрія,  провінція Терні.
Кастель-Джорджо розташований на відстані близько 100 км на північний захід від Рима, 60 км на південний захід від Перуджі, 60 км на захід від Терні.
Населення — 2160 осіб (2014).
Щорічний фестиваль відбувається 12 травня. Покровитель — святий Панкратій.

## Демографія
Населення за роками:

Станом на 1 січня 2023 року в муніципалітеті офіційно проживало 100 іноземців з 29 країн, серед них 55 громадян країн Євросоюзу та 1 громадянин України.

## Сусідні муніципалітети
- Аккуапенденте
- Больсена
- Кастель-Віскардо
- Орв'єто
- Сан-Лоренцо-Нуово